# Liu Binyan
Liu Binyan född 7 februari 1925 i Changchun, Jilin, Kina, död 5 december 2005 i East Windsor, New Jersey, USA, var en kinesisk journalist, författare och dissident, som bland annat var känd som "Kinas samvete".
Liu var journalist vid den ansedda tidningen Kinas ungdomsdagblad och gjorde sig under 1950-talet känd för sin uttalade kritik av byråkratin inom Kinas kommunistiska parti. Under kampanjen mot högeravvikelser 1957 utsattes han för angrepp från partiets sida och han förvisades till landsbygden åren 1958-61. Under Kulturrevolutionen 1966-76 blev han åter föremål för förföljelser och han rehabiliterades inte förrän 1979, tre år efter Mao Zedongs död.
Under 1980-talet var han aktiv som undersökande reporter för Folkets Dagblad, där han bland annat avslöjade korruptionen inom stat och parti, men under kampanjen mot borgerlig liberalisering 1987 angreps han och uteslöts från kommunistpartiet. Efter 1988 levde han i exil, bland annat i USA.